# Eiichi Kazama
Eiichi Kazama (jap. 風間栄一 Kazama Eiichi; ur. 19 lutego 1916 w Niigacie, zm. 8 maja 2001 tamże) – japoński zapaśnik.

## Lata młodości
W 1933 ukończył szkołę handlową w Niigacie, a potem studiował na uniwersytecie Waseda.

## Kariera
W 1936 wystąpił na igrzyskach olimpijskich, na których zajął 5. miejsce w wadze lekkiej w stylu wolnym.
Wielokrotny mistrz Japonii w różnych kategoriach wagowych w stylu wolnym: w latach 1934–1936 triumfował w wadze lekkiej, a w latach 1937–1938 i 1946–1950 w wadze półśredniej.
W 1953 zakończył karierę.

## Dalsze losy
Po zakończeniu kariery został działaczem zapaśniczym, pełniąc m.in. funkcję prezesa związku zapaśniczego prefektury Niigata. W 1964 był trenerem zapaśniczej reprezentacji Japonii na igrzyskach olimpijskich. W latach 1987–1988 prezes japońskiej federacji zapaśniczej. Zmarł 8 maja 2001 w szpitalu w Niigacie z powodu niewydolności serca. Pochowany został trzy dni później.